# Долгополянская сельская территория
Долгополянская сельская территория — административно-территориальная единица Старооскольского городского округа включающая в себя 8 (7) населенных пунктов: Долгая Поляна, Монаково, Прокудино, Верхне-Чуфичево, Котеневка, Окольное, Верхне-Атаманское, Новая Деревня. Административный центр — село Долгая Поляна. Включает в себя самое большое количество населенных пунктов в Старооскольском городском округе.

## Состав сельской территории
| № | Населённый пункт  | Тип населённого пункта       | Население |
| - | ----------------- | ---------------------------- | --------- |
| 1 | Верхне-Атаманское | село                         | →0        |
| 2 | Верхне-Чуфичево   | село                         | ↘183      |
| 3 | Долгая Поляна     | село, административный центр | ↗470      |
| 4 | Котеневка         | село                         | ↗200      |
| 5 | Монаково          | село                         | ↗1098     |
| 6 | Новая Деревня     | хутор                        | ↗35       |
| 7 | Окольное          | село                         | ↗144      |
| 8 | Прокудино         | село                         | ↗458      |

## Географические данные
| Общая площадь        | 17366 га. |
| -------------------- | --------- |
| Сельхозугодья        | 9956 га.  |
| Пашня                | 7724 га.  |
| Сенокосы, пастбища   | 2120 га.  |
| Леса и лесополосы    | 58,6 га.  |
| Реки, пруды, водоемы | 7,2 га.   |
| Протяженность дорог  | 39,5 км.  |